# Douglas (South Lanarkshire)
Pour les articles homonymes, voir Douglas.
Douglas est un village du comté de South Lanarkshire, en Écosse à 13 kilomètres au sud de Lanak et à 65 kilomètres au sud-ouest d’Édimbourg.
Elle est la patrie du clan Douglas.